# Flabelliderma macrochaeta
Flabelliderma macrochaeta är en ringmaskart som beskrevs av Fauchald 1972. Flabelliderma macrochaeta ingår i släktet Flabelliderma och familjen Flabelligeridae. Inga underarter finns listade i Catalogue of Life.